# CAベルグラーノ
クルブ・アトレティコ・ベルグラーノ（Club Atlético Belgrano（スペイン語発音: [ˈkluβ aˈtletiko βelˈɣɾano]）は、アルゼンチン・コルドバ州, コルドバを本拠地とするスポーツクラブである。ベルグラーノ・デ・コルドバ（Belgrano de Córdoba [belˈɣɾano ðe ˈkoɾðoβa]）とも呼ばれる。

## 歴史

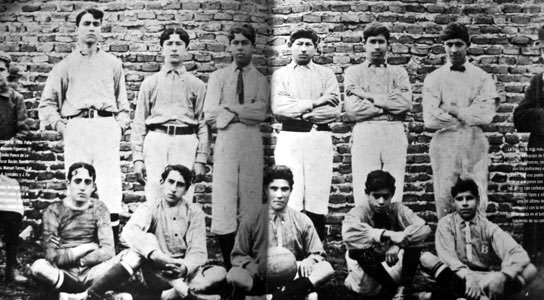
1906年のベルグラーノ

1905年、10代の若者たちのグループがベルグラーノを設立し、14歳のアルトゥーロ・オルガスが初代会長に就任した。クラブ名称はアルゼンチンの歴史上の人物であるマヌエル・ベルグラーノ将軍に由来しており、クラブカラーはアルゼンチン国旗から取られた。1908年、コルドバ州リーグ（リーガ・コルドベーサ）2部に初参加し、3シーズン連続で優勝して州リーグ1部に昇格。スタジアムの設備が1部リーグの基準を満たしていなかったため、ベルグラーノのサポーターと選手は近隣の住宅からポスト、ワイヤー、フェンスを「借用」した。これらの物品は試合後に所有者に返却するはずだったが、ベルグラーノの選手たちは物品をそのまま借用し続けた。この「同意なしの借用」のやり方から、Los piratas（ロス・ピラータス、海賊）というニックネームを授かった。
コルドバ州サッカー協会が設立されると、1913年の第1回大会で優勝。翌シーズンにはタジェレス・デ・コルドバとの間で初のコルドバ・ダービーが行われたが、ベルグラーノの疑惑のゴールに抗議したタジェレスが試合終了4分前にピッチを離れた。この後、両クラブは毎年のコルドバ州リーグで顔を合わせた。1929年3月17日、アルゼンチン最初期のセメント造スタジアムであるエスタディオ・ヒガンテ・デ・アルベルディが完成した。1929年から1937年の間は、1934年（タジェレスが優勝）を除くすべてのシーズンで州リーグ1部優勝を果たした。また、1940年、1946年、1947年、1950年、1952年、1954年、1955年、1956年、1957年にも優勝した。1968年に初めて全国選手権に参加すると、1986年にはプリメーラB・ナシオナルに昇格し、1992年にはプリメーラ・ディビシオンに昇格した。1996年にプリメーラB・ナシオナル降格となったが、1998年に再びトップリーグに昇格した。エル・ヒガンテは1997年に改修工事が行われ、プリメーラ・ディビシオン（1部）とプリメーラB・ナシオナル（2部）のスタジアム基準適合のスタジアムとなっている。2001-02シーズン終了後に再び降格となった。
2005-06シーズン終了後には昇格プレーオフに出場し、オリンポ・デ・バイーア・ブランカを破ってプリメーラ・ディビシオン昇格を決めたが、わずか1シーズンでプリメーラB・ナシオナル降格となった。2011年1月にリカルド・シエリンスキ監督が就任すると、2010-11シーズンは4位となって昇降格プレーオフに出場し、プリメーラ・ディビシオン17位のCAリーベル・プレートに勝利して昇格を決めた。2011アペルトゥーラでは、セサル・フェレイラが得点ランキング2位の7得点を挙げる活躍を見せ、ボカ・ジュニアーズ、ラシン・クラブ、CAベレス・サルスフィエルドに次ぐ4位（勝ち点では2位タイ）となった。2012クラウスーラは14位に終わったが、2012イニシアルでは10勝6分3敗で勝ち点36を獲得し、優勝したベレス・サルスフィエルドと2位ニューウェルズ・オールドボーイズに次ぐ3位に躍進した。

## ユニフォーム

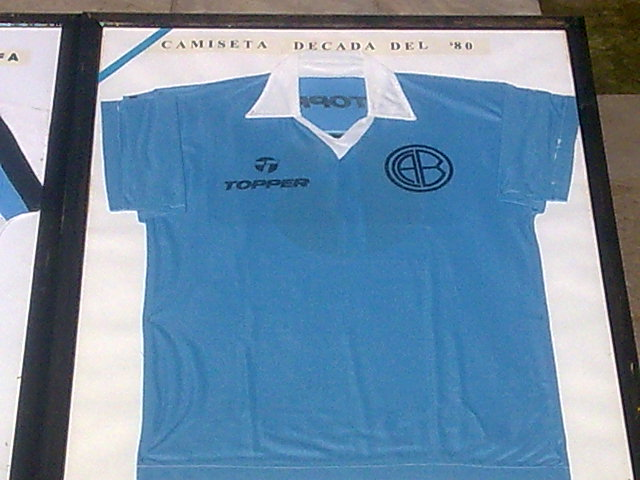
1980年代のユニフォーム

1905年にクラブ初の試合が行われて以来、ホームゲームでは青色のユニフォームを着用している。アウェーゲームでは黒色、黄色、赤色、灰色などのユニフォームを着用する。
| 期間    | サプライヤー | 胸スポンサー                                               |
| ------- | ------------ | ---------------------------------------------------------- |
| 1980-83 | アディダス   | ?                                                          |
| 1983-85 | アディダス   | ブラッコ メルセデス・ベンツ (自動車)                       |
| 1985-86 | トッパー     | ヘオルガロス                                               |
| 1986-88 | トッパー     | ヘオルガロス                                               |
| 1988-90 | トッパー     | ルクサ                                                     |
| 1990-92 | トッパー     | バイエル (製薬)                                            |
| 1992-93 | トッパー     | インテルカブレ (工具)                                      |
| 1993-94 | ヒュンメル   | インテルカブレ (工具)                                      |
| 1994-95 | ナンケ       | エスコ                                                     |
| 1995-96 | ルコック     | エスコ                                                     |
| 1996-98 | ルコック     | マシマAFJP (銀行)                                          |
| 1998-00 | ルコック     | コルドバ宝くじ                                             |
| 2000-01 | Mitre        | CTIモービル (携帯電話)                                     |
| 2002    | Mitre        | TSUコスメティコス (化粧品) インディア・セグロス (保険会社) |
| 2003-04 | Mitre        | テルスアーベ (塗料) コルドバ銀行                           |
| 2004-05 | TBS          | テルスアーベ (塗料) コルドバ銀行                           |
| 2005-06 | ロット       | テルスアーベ (塗料) コルドバ銀行                           |
| 2006-08 | シグニア     | テルスアーベ (塗料) コルドバ銀行                           |
| 2008-09 | トッパー     | テルスアーベ (塗料) コルドバ銀行                           |
| 2009-10 | トッパー     | テルスアーベ (塗料) フリオ銀行                             |
| 2010-   | ロット       | テルスアーベ (塗料) コルドバ銀行                           |

## タイトル

### 地域タイトル
- スーペルリーガ・アルヘンティーナ : 31回
  - 1913, 1914, 1917, 1919, 1920, 1929, 1930, 1931, 1932, 1933, 1935, 1936, 1937, 1940, 1944,
1945, 1946, 1947, 1949, 1950, 1951, 1952, 1954, 1955, 1957, 1970, 1971, 1973, 1984, 1985,
2003
- セグンダ・ディビシオン・リーガ・コルドベーサ : 3回
  - 1908, 1909, 1910
- ウニオン・コルドベーサ・デ・フトボル : 1回
  - 1956
- プリメーラ・ディビシオン・ACF : 2回
  - 1984, 1985
- カンペオナート・プロビンシアル・ACF : 3回
  - 1983, 1984, 1985
- トルネオ・レヒオナル : 9回 [2]
  - 1968, 1971, 1972, 1973, 1974, 1975, 1977, 1981, 1985
- トルネオ・デル・インテリオール : 1回 [2]
  - 1985-86
- トルネオ・レヒオナル・デ・AFA : 10回
  - 1968, 1971, 1972, 1973, 1974, 1975, 1977, 1981, 1985, 1986

## 過去の成績
| シーズン | シーズン       | ディビジョン             | 順位 | 試合数 | 勝 | 分 | 敗 | 得点 | 失点 | 勝ち点 | 備考                         |
| -------- | -------------- | ------------------------ | ---- | ------ | -- | -- | -- | ---- | ---- | ------ | ---------------------------- |
| 2006-07  | アペルトゥーラ | プリメーラ・ディビシオン | 12   | 19     | 6  | 5  | 8  | 18   | 24   | 23     |                              |
| 2006-07  | クラウスーラ   | プリメーラ・ディビシオン | 17   | 19     | 4  | 6  | 9  | 24   | 27   | 18     | 平均勝ち点により降格         |
| 2007-08  | 通算           | プリメーラB・ナシオナル  | 4    | 38     | 15 | 11 | 12 | 45   | 41   | 56     |                              |
| 2008-09  | 通算           | プリメーラB・ナシオナル  | 4    | 38     | 17 | 11 | 10 | 36   | 29   | 62     |                              |
| 2009-10  | 通算           | プリメーラB・ナシオナル  | 6    | 38     | 15 | 12 | 11 | 47   | 41   | 57     |                              |
| 2010-11  | 通算           | プリメーラB・ナシオナル  | 4    | 38     | 15 | 14 | 9  | 53   | 37   | 59     | 昇格プレーオフに勝利して昇格 |
| 2011-12  | アペルトゥーラ | プリメーラ・ディビシオン | 4    | 19     | 8  | 7  | 4  | 21   | 16   | 31     |                              |
| 2011-12  | クラウスーラ   | プリメーラ・ディビシオン | 14   | 19     | 6  | 6  | 7  | 17   | 20   | 24     |                              |
| 2012-13  | イニシアル     | プリメーラ・ディビシオン | 3    | 19     | 10 | 6  | 3  | 22   | 13   | 36     |                              |
| 2012-13  | フィナール     | プリメーラ・ディビシオン |      |        |    |    |    |      |      |        |                              |

## 現所属メンバー
2025年1月24日現在
注：選手の国籍表記はFIFAの定めた代表資格ルールに基づく。
| No. | Pos. |              | 選手名                               |
| --- | ---- | ------------ | ------------------------------------ |
| 1   | GK   | アルゼンチン | イグナシオ・チッコ                   |
| 2   | DF   | アルゼンチン | アニバル・レギサモン                 |
| 4   | DF   | アルゼンチン | エリアス・ロペス                     |
| 6   | DF   | アルゼンチン | ファウスト・グリージョ               |
| 7   | FW   | ペルー       | ブリアン・レイナ                     |
| 8   | MF   | アルゼンチン | ガブリエル・コンパグヌッシ           |
| 9   | FW   | アルゼンチン | ルーカス・パッセリーニ               |
| 10  | MF   | アルメニア   | ルーカス・セララジャン ()            |
| 11  | MF   | アルゼンチン | フランシスコ・ゴンサレス・メティージ |
| 12  | FW   | アルゼンチン | ウリセス・サンチェス                 |
| 13  | DF   | アルゼンチン | ニコラス・メリアーノ                 |
| 15  | MF   | アルゼンチン | ルーカス・メノッシ                   |
| 16  | MF   | アルゼンチン | トマス・カストロ                     |
| 17  | MF   | アルゼンチン | ティアゴ・クラベロ                   |
| 19  | MF   | アルゼンチン | ファクンド・キグノン                 |

| No. | Pos. |              | 選手名                         |
| --- | ---- | ------------ | ------------------------------ |
| 21  | MF   | アルゼンチン | イグナシオ・タピア             |
| 22  | FW   | アルゼンチン | ウビタ・フェルナンデス         |
| 23  | GK   | アルゼンチン | マヌエル・ビセンティーニ       |
| 25  | GK   | パラグアイ   | フアン・エスピノラ             |
| 26  | FW   | アルゼンチン | ファクンド・レンシオーニ       |
| 28  | GK   | アルゼンチン | マティアス・ダニエーレ         |
| 29  | FW   | アルゼンチン | フランコ・ハラ                 |
| 32  | MF   | アルゼンチン | フリアン・マビージャ           |
| 33  | DF   | アルゼンチン | トビアス・オストチェガ         |
| 34  | MF   | アルゼンチン | ヘロニモ・エレディア           |
| 35  | DF   | アルゼンチン | フランシスコ・ファセージョ     |
| 37  | DF   | アルゼンチン | マリアノ・トロイロ             |
| 42  | MF   | アルゼンチン | ヘレミアス・ルッコ             |
| 45  | DF   | アルゼンチン | アグスティン・バルディ         |
| 53  | FW   | アルゼンチン | フアン・マルティン・ベラスケス |

## 歴代監督
- セバスティアン・ビベルティ 1977
- リカルド・レッサ 1998-1999
- レイナルド・メルロ 2000
- グスタボ・アルファロ 2001
- カルロス・ラマシオッティ 2001
- ネストル・クラビオット 2005
- カルロス・ラマシオッティ 2005
- マリオ・グリグオル 2006-2007

- フランシスコ・フェラーロ 2007
- マリオ・ゴメス 2007
- ブラス・ヒウンタ 2008-不明
- オマール・ラブルナ 2009
- ホルヘ・グジョン 2009-2010
- ルイス・エルネスト・ソサ 2010
- リカルド・シエリンスキ 2011-2016

## 歴代所属選手
- ルイス・ファビアン・アルティメ
- ルイス・エルネスト・ソサ
- ホセ・ルイス・ビリャレアル
- フアン・カルロス・エレディア
- ロベルト・モンセラート
- カルロス・ゲリーニ
- ベルナルド・コス
- ミゲル・デリャバーリェ
- ホセ・ラスカーノ
- トマス・クエリャール
- フアン・カルロス・マメーリ
- マリオ・ボラッティ
- マリアーノ・カンポドニコ
- ホセ・ルイス・クシューフォ
- セバスティアン・ブルスコ
- カルロス・ボッシオ
- ヘルマン・モントージャ
- ラウール・アライガーダ

- フリオ・セサル・ビリャグラ
- ヘルマン・マルテリョート
- マティアス・スアレス
- アントニオ・スジェイギル
- フアン・スパリーナ
- フランコ・バスケス
- アドリアン・アバロス
- ノルベルト・テスタ
- フロイラン・アルタミラーノ
- アベル・ブラソン
- ホセ・レイナルディ
- クリスティアン・カルネーロ
- ホセ・マリア・スアレス
- イグナシオ・ロメーロ
- ルビエル・キンターナ
- オズワルド・アルディレス
- アレハンドロ・レンボ
- リバイール・ロドリゲス